# Duleben
Die Duleben (ukrainisch Дуліби, russisch Дуле́бы, altrussisch Дулѣби) waren ein slawischer Stamm im Nordwesten der heutigen Ukraine.

## Siedlungsgebiet
In der Nestorchronik heißt es: „Die Duleben lebten am Bug, wo heute die Wolhynier sind“. 
Tschechische, aber auch russische und ukrainische Autoren nehmen außerdem einen Stamm der Dudleben im Süden Böhmens um Doudleby an, und vermuten einen Zusammenhang zwischen beiden.

## Geschichte
Konstantin VII. Porphyrogennetos beschreibt in seiner De Administrando Imperio, dass Anfang des 7. Jahrhunderts der byzantinische Kaiser Heraklios die Duleben und die Chorwaten zur Abwehr der Awaren auf den Balkan gerufen habe.
Die Nestorchronik beschreibt einen Überfall der Awaren in das Lager der Duleben in diesem Zusammenhang.
Im Jahre 907 nehmen Duleben am Zug des Kiewer Fürsten Oleg nach Konstantinopel teil.
Weitere Nachrichten über die Duleben sind in historischen Texten nicht überliefert.
Es wird daher vermutet, dass ungefähr in der Mitte des 10. Jahrhunderts die Duleben Wolhynier wurden oder von diesen verdrängt wurden.

## Archäologische Befunde
Am oberen Bug lag vom 7. bis zum 10. Jahrhundert der westliche Teil der Luka-Rajky-Kultur, Archäologen nehmen an, dass die Duleben dieser Kultur zuzurechnen sind.